# 3 Karpacki Pułk Artylerii Przeciwpancernej
3 Karpacki Pułk Artylerii Przeciwpancernej (3 pappanc) – oddział artylerii przeciwpancernej Polskich Sił Zbrojnych.

## Formowanie i zmiany organizacyjne
3 Karpacki Pułk Artylerii Przeciwpancernej został sformowany na podstawie rozkazu L.dz. 821/I/Tj/42 dowódcy Armii Polskiej na Wschodzie z dnia 10 listopada 1942 roku Organizacja 3 Dywizji Strzelców Karpackich, w terminie do 15 listopada 1942 roku. Pułk był organicznym oddziałem artylerii przeciwpancernej 3 Dywizji Strzelców Karpackich. Stan etatowy liczył 42 oficerów i 622 szeregowców.
Pułk walczył w kampanii włoskiej 1944-1945. Po zakończeniu walk, na przełomie lipca i sierpnia 1945 wyznaczony został do pełnienia służby wartowniczej. Wszedł w skład Zgrupowania Brygadowego „Tobruk” Grupy „Straż” (Polish Guarg Group). W 1946 roku został przetransportowany do Wielkiej Brytanii, a w następnym roku rozformowany.
Przeznaczony był do zwalczania wszelkiego rodzaju pojazdów pancernych pociskami o dużej prędkości początkowej i płaskim torze.

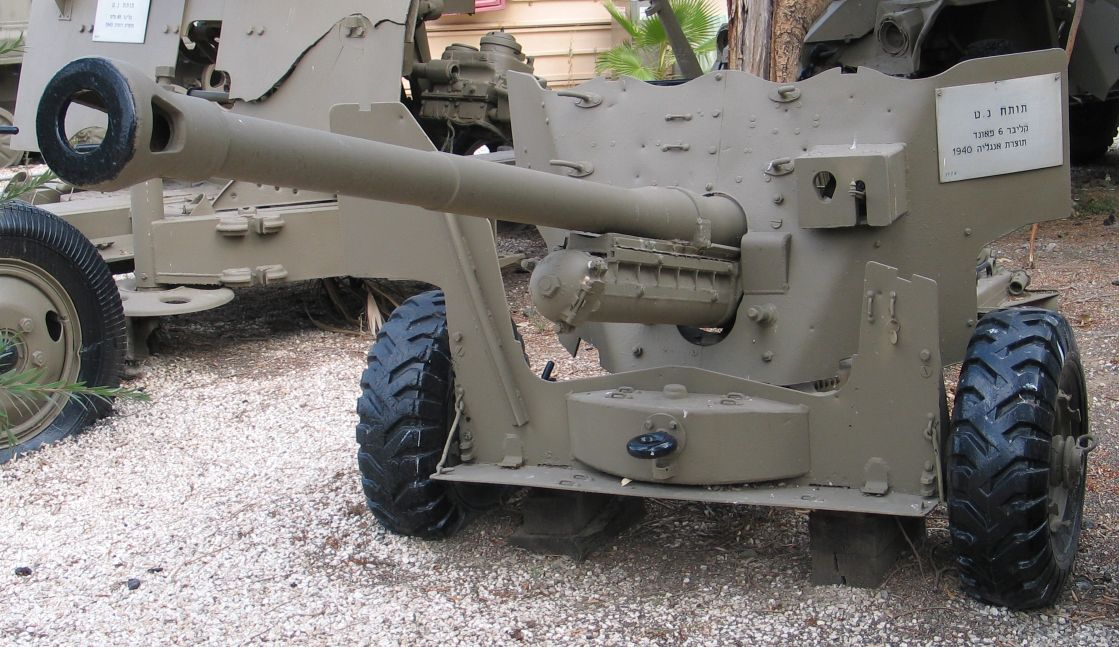
6-funtowa armata ppanc

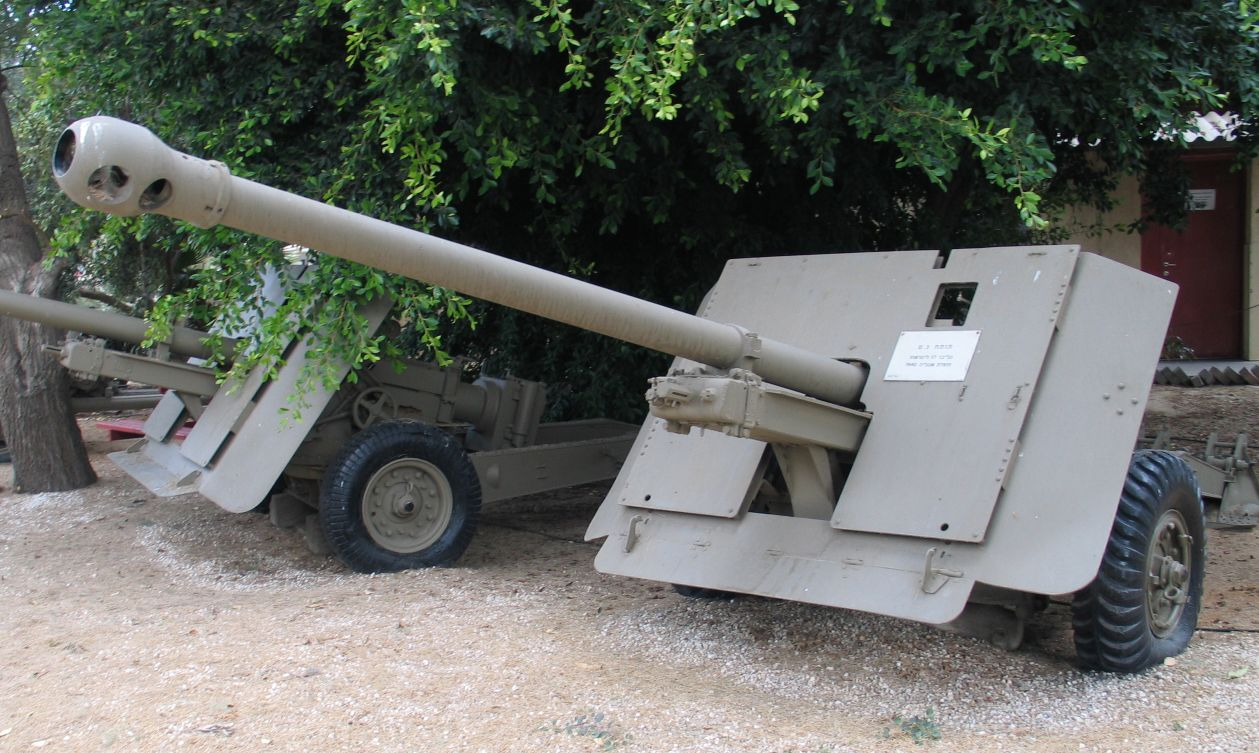
17-funtowa armata ppanc

## Organizacja pułku
- Dowództwo pułku
- I dywizjon
- II dywizjon
- III dywizjon
- IV dywizjon

Każdy dywizjon składał się z trzech baterii po cztery 4 działony.
W każdym z czterech dywizjonów dwie baterie uzbrojone były w 57 mm armaty przeciwpancerne natomiast trzecia bateria w 76,2 mm armaty przeciwpancerne.
Zgodnie z etatem pułk liczył 39 oficerów oraz 611 podoficerów i kanonierów. Na uzbrojeniu posiadał 32 armaty 6-funtowe (kal. 57 mm) i 16 armat 17-funtowych (kal. 76,2 mm).

## Obsada personalna
Dowódcy pułku:
- ppłk dypl. piech. Jerzy Zaremba (11 XI 1942 - 17 IX 1943[5])[6]
- mjr Kazimierz Choroszewski[7] (od 18 XI 1943[8])

Zastępcy dowódcy pułku
- mjr Antoni Miedźwiedź[6]
- mjr Andrzej Racięski
- mjr Tadeusz Kazimierz Józef Nieżychowski

Adiutant pułku
- por. Franciszek Ignaciuk[9]

Dowódcy dywizjonów:
I Dywizjon
- kpt. Wojciech Kania[9][6]

II Dywizjon
- mjr Kazimierz Choroszewski[6]
- kpt. Stanisław Jandzis[9]

III Dywizjon
- kpt. Józef Różański[9][6]

IV Dywizjon
- kpt. Andrzej Racięski[6]
- kpt. Stanisław Dobrzycki[9]